# Lista de conflitos internacionais desde 1945
Esta é uma lista de conflitos internacionais que ocorreram desde 1945. A guerra internacional ou interestatal é um conflito militar entre Estados distintos que disputam um determinado território. Este artigo não inclui guerras civis e guerras de independência ou confrontos menores com baixas limitadas (menos de 100 mortes em combate). A maior guerra internacional da história, a Segunda Guerra Mundial (1939-1945), envolveu a maioria dos países do mundo e levou à fundação da Organização das Nações Unidas (ONU) em 1945 para promover a cooperação internacional e prevenir futuros conflitos. O período da Guerra Fria (1945–1991) foi marcado pela ausência de conflitos diretos entre as grandes potências do período - Estados Unidos e União Soviética. No entanto, ao findar da Guerra Fria, as mesmas tendências se mantiveram no que também foi chamado de "Nova Paz". De modo geral, o número de guerras internacionais diminuiu de uma taxa de 6 por ano na década de 1950 para 1 por ano na década de 2000 e o número de fatalidades diminuiu de 240 mortes relatadas por milhão para menos de 10 mortes relatadas por milhão.

## Lista de conflitos internacionais
| Conflito                    | Duração                  | Duração                 | Estados beligerantes                                               | Estados beligerantes                               | Mortes em combate |           |       |
| --------------------------- | ------------------------ | ----------------------- | ------------------------------------------------------------------ | -------------------------------------------------- | ----------------- | --------- | ----- |
| Conflito                    | Guerra Indo-Paquistanesa | 21 de outubro de 1947   | 31 de dezembro de 1948                                             | Índia                                              | Mortes em combate | Paquistão | 7,500 |
| Guerra árabe-israelense     | 15 de maio de 1948       | 10 de março de 1949     | Israel                                                             | Arábia Saudita · Egito · Jordânia · Iraque · Síria | 26,373            |           |       |
| Operação Polo               | 13 de setembro de 1948   | 18 de setembro de 1948  | Índia                                                              | Hiderabade                                         | 202,190           |           |       |
| Guerra da Coreia            | 25 de junho de 1950      | 27 de julho de 1953     | Coreia do Sul                                                      | Coreia do Norte                                    | 4,096,927         |           |       |
| Crise do Estreito de Taiwan | 3 de setembro de 1954    | 1 de maio de 1955       | República da China                                                 | República Popular da China                         | 1,054             |           |       |
| Guerra do Vietnã            | 1 de novembro de 1955    | 30 de abril de 1975     | Vietnã do Norte                                                    | Vietnã do Sul                                      | 3,447,494         |           |       |
| Crise de Suez               | 29 de outubro de 1956    | 7 de novembro de 1956   | Israel                                                             | Egito                                              | 4,198             |           |       |
| Guerra de Ifni              | 23 de Outubro de 1957    | 30 de Junho de 1958     | Espanha · França                                                   | Marrocos                                           | 1,197             |           |       |
| Invasão da Baía dos Porcos  | 15 de abril de 1961      | 20 de abril de 1961     | Cuba                                                               | Estados Unidos                                     | 2,298             |           |       |
| Crise de Bizerta            | 19 de julho de 1961      | 23 de julho de 1961     | França                                                             | Tunísia                                            | 657               |           |       |
| Operação Trikora            | 19 de dezembro de 1961   | 15 de agosto de 1962    | Indonésia                                                          | Países Baixos                                      | 223               |           |       |
| Guerra sino-indiana         | 20 de outubro de 1962    | 21 de novembro de 1962  | China                                                              | Índia                                              | 6,197             |           |       |
| Guerra das Areias           | 25 de setembro de 1963   | 20 de fevereiro de 1964 | Marrocos                                                           | Argélia                                            | 500               |           |       |
| Confronto Indonésia-Malásia | 20 de janeiro de 1963    | 11 de agosto de 1966    | Indonésia                                                          | Malásia                                            | 874               |           |       |
| Guerra Indo-Paquistanesa    | 5 de agosto de 1965      | 23 de setembro de 1965  | Índia                                                              | Paquistão                                          | 13,459            |           |       |
| Segunda Guerra da Coreia    | 5 de outubro de 1966     | 3 de dezembro de 1969   | Coreia do Sul                                                      | Coreia do Norte                                    | 739               |           |       |
| Guerra dos Seis Dias        | 5 de junho de 1967       | 10 de junho de 1967     | Israel                                                             | Egito · Jordânia · Síria                           | 19,264            |           |       |
| Guerra de Desgaste          | 1 de julho de 1967       | 7 de agosto de 1970     | Israel                                                             | Egito · Jordânia · Síria · União Soviética         | 14,290            |           |       |
| Invasão da Tchecoslováquia  | 20 de agosto de 1968     | 20 de setembro de 1968  | União Soviética · Alemanha Oriental · Bulgária · Hungria · Polônia | Checoslováquia                                     | 254               |           |       |
| Guerra do Futebol           | 14 de julho de 1969      | 18 de julho de 1969     | El Salvador                                                        | Honduras                                           | 3,000             |           |       |
| Conflito sino-soviético     | 2 de março de 1969       | 11 de setembro de 1969  | China                                                              | União Soviética                                    | 860               |           |       |
| Guerra Indo-Paquistanesa    | 3 de dezembro de 1971    | 16 de dezembro de 1971  | Índia                                                              | Paquistão                                          | 12,843            |           |       |
| Guerra do Yom Kippur        | 6 de outubro de 1973     | 26 de outubro de 1973   | Israel                                                             | Egito · Síria                                      | 21,300            |           |       |
| Guerra do Afeganistão       | 7 de outubro de 2001     | 30 de agosto de 2021    | Estados Unidos · Alemanha · França · Reino Unido                   | Afeganistão · Catar · Irão                         | 212,191           |           |       |
| Guerra do Iraque            | 20 de março de 2003      | 15 de dezembro de 2011  | Estados Unidos · Austrália · Reino Unido                           | Iraque                                             | 654,965           |           |       |